# باتريك سينكيويتز
باتريك سينكيويتز (بالألمانية: Patrik Sinkewitz) مواليد 20 أكتوبر 1980 في فولدا، هو دراج ألماني في صنف سباق الدراجات على الطريق. تم حظره من المنافسة لمدة ثمان سنوات.

## وصلات خارجية
- الموقع الرسمي

## روابط خارجية
- باتريك سينكيويتز على موقع أرشيف الدراجات (الإنجليزية)
- باتريك سينكيويتز على موقع إحصائيات الدراجات الإحترافية (الإنجليزية)
- باتريك سينكيويتز على موقع نسبة الدراجات (الإنجليزية)
- باتريك سينكيويتز على موقع CycleBase (الإنجليزية)